# L’Histoire en bandes dessinées
L’Histoire en bandes dessinées ist eine von Dupuis herausgegebene Albenreihe.
Neben einer Auswahl von Kurzgeschichten aus Onkel Paul, die thematisch in sieben Alben zusammengefasst wurden, kamen auch die Biografien Godefroi de Bouillon, Baden Powell, Surcouf, Stanley, Mermoz und Charles de Foucauld zum Abdruck.

## Ausgaben
- L’Épopée sanglante du Far West (1974)
- Les Mystérieux chevaliers de l’air (1974)
- Incroyables aventures d’animaux (1975)
- L’Enfer sur mer (1975)
- Les Aventuriers du ciel (1976)
- Héroïnes inconnues (1977)
- Godefroi de Bouillon (1978)
- Au cœur des grandes catastrophes (1979)
- Baden Powell 1 (1981)
- Baden Powell 2 (1981)
- Surcouf 1 (1981)
- Surcouf 2 (1982)
- Surcouf 3 (1982)
- Charles de Foucauld (1984)
- Mermoz (1985)
- Stanley 1 (1986)
- Stanley 2 (1986)